# Sc (tabulkový procesor)
sc je svobodný tabulkový procesor s textovým uživatelským rozhraním. První verze byla zveřejněna Jamesem Goslingem (známým zejména jako tvůrce Javy) v roce 1982 pod názvem vc, poslední stabilní verze byla vydána v roce 2002. Byl vyvíjen především pro použití na systémech unixového typu a pro jejich terminály a emulátory terminálů, ale vznikl i jeho port pro operační systém Microsoft Windows. Nabízí jednoduché uživatelské rozhraní s klávesovými zkratkami inspirovanými textovým editorem vi. 
Naprogramovaný je v céčku pomocí knihovny ncurses a licenčně se jedná o volné dílo. Přestože je již řadu let nevyvíjen, zůstává v repozitářích mnoha linuxových distribucí.